# Rush Center
La ville américaine de Rush Center est située dans le comté de Rush, dans l’État du Kansas. Lors du recensement de 2010, sa population s’élevait à 170 habitants.

## Source
- (en) Cet article est partiellement ou en totalité issu de l’article de Wikipédia en anglais intitulé « Rush Center, Kansas » (voir la liste des auteurs).